# باتريك ليندساي
باتريك ليندساي (بالإنجليزية: Patrick Lindsey)‏ هو شخصية أعمال أمريكي، ولد في 22 أبريل 1982 في الولايات المتحدة.

## وصلات خارجية
- باتريك ليندساي على موقع DriverDB.com (الإنجليزية)